# Kenwood Limited
Kenwood Limited – producent urządzeń kuchennych, działający w 44 krajach na świecie. Ma brytyjskie korzenie i jest częścią Grupy De’Longhi. Kenwood projektuje, produkuje i sprzedaje sprzęty kuchenne takie jak: roboty kuchenne, miksery, blendery, roboty wielofunkcyjne, czajniki oraz tostery. Firma zyskała uznanie dzięki robotom kuchennym i innym sprzęcie AGD, których produkcję zapoczątkowała w 1950. Pierwszymi produktami były toster i blender, które sprzedawały się bardzo dobrze.
Firma została założona przez Kennetha Maynarda Wooda w 1947 roku w miejscowości Woking. Początkowo była ona tak mała, że do prowadzenia działalności wystarczał tylko garaż Kennetha. Jego przewodnim celem było stworzenie urządzeń ułatwiających przygotowywanie codziennych posiłków. W 1962 roku firma przeniosła produkcję do Havant, gdzie nadal działa do dzisiaj.
Obecnie urządzenia Kenwood sprzedawane są co trzy sekundy na całym świecie.

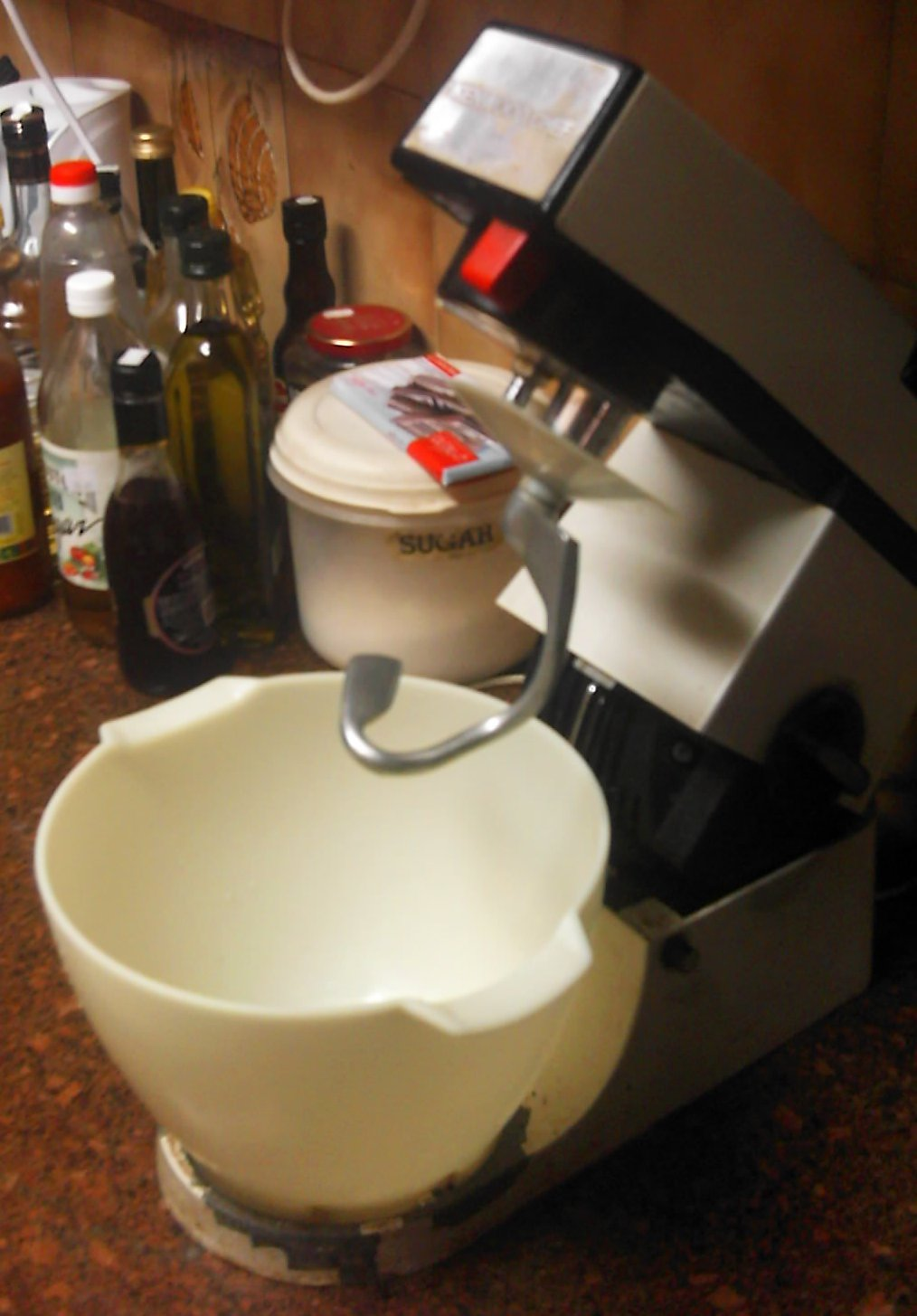
Historyczny Kenwood Chef

## Historia
1940
Pierwszym innowacyjnym produktem, który sprawił, że o marce Kenwood w 1947 roku zaczęło być głośno był Toster A100 posiadający innowacyjną na tamte czasy funkcje obracania tostów.
1950-1960
Trzy lata później, w 1950 roku, podczas wystawy Ideal Home Exhibition zaprezentowano pierwszą edycję robota kuchennego Kenwood Chef. Posiadający trzy rodzaje obrotów: niskie, średnie i wysokie robot planetarny pozwalał na przygotowywanie potraw w rekordowo krótkim czasie, co w znacznym stopniu zrewolucjonizowało sztukę kulinarną tamtych czasów. W ciągu tygodnia od premiery, centrum handlowe Harrods wyprzedało wszystkie sztuki robota. Od tamtej chwili Kenwood rozpoczął podbój kulinarnego świata, wprowadzając na rynek kolejne innowacyjne i wyprzedzające konkurencję produkty.
1970-1990
Kenwood był pierwszym producentem, który wprowadził elektryczną regulację prędkości w swoich produktach. Funkcję przyjęto w 1973 roku. Pierwszy robot wielofunkcyjny wyprodukowano w 1979 roku. W 1989 firma zainwestowała w pierwszą fabrykę umiejscowioną w Chinach, aby nadążyć za rosnącym popytem.
1990-2000
W 1997 roku, w wieku 81 lat, Kenneth Wood zmarł. Dziś firma ma ponad 80 międzynarodowych dystrybutorów i od 2000 roku wchodzi w skład Grupy De'Longhi.
2009
Kenwood wyprodukował pierwszego robota kuchennego na rynku z wbudowaną płytą indukcyjną – Cooking Chef, który gotuje i miesza jednocześnie.
2013
Konstruktor pierwszego robota kuchennego Kenwood Chef, Kenneth Grange, otrzymał tytuł szlachecki w 2013 roku za swoje zasługi w zakresie projektowania.

## Produkty
Produkty firmy Kenwood obejmują następujące kategorie:
- Maszyny kuchenne
- Urządzenia do przygotowywania jedzenia i napojów (roboty wielofunkcyjne, miksery, sokowirówki)
- Serie śniadaniowe (czajniki, tostery i ekspresy do kawy)

Znany likier alkoholowy Baileys został po raz pierwszy przygotowany przy użyciu blendera Kenwood.

## Wzornictwo i inżynieria
Firma jest synonimem wysokiej jakości i designerskich produktów. Według BBC maszyny Kenwood Chef sprzed 40 lat nadal są używane w niektórych gospodarstwach domowych.